# Pino del Oro
Pino del Oro is een gemeente in de Spaanse provincie Zamora in de regio Castilië en León met een oppervlakte van 29,57 km². Pino del Oro telt 215 inwoners (1 januari 2016).

## Demografische ontwikkeling
Bron: INE, 1857-2011: volkstellingen